# 贾斯汀·海宁
贾斯汀·海宁（法語：Justine Henin，1982年6月1日—），法语发音译名朱斯蒂娜·埃南，比利時前職業網球運動員，單打最高世界排名第一，七座大滿貫得主，國際網球名人堂成員。

## 網球生涯

### 1999年
出生在比利时的列日的海宁5岁开始练习网球，尽管瘦弱矮小，但意志力非常顽强，且從小就展露出过人的天分。1997年她获得了比利时少年网球冠军。1998年获得法国网球公开赛少年组冠军。几个月后，她决定辍学，正式成为职业网球运动员。

### 2001–2002年
2001年她闖入溫網决赛，并首次进入世界排名前十。2002年，她的世界排名达到第4。

### 2003年
在法网公開賽中，她连续击败卫冕冠军塞雷娜·威廉姆斯以及同胞好友，荣获法网女單冠军。同年她又获得美网女單冠军（決賽再度擊敗克莱斯特尔斯），并获得年终世界排名第一（年終球后）。當年她共奪得兩個大滿貫在內的八個WTA巡迴賽單打錦標，並首奪ITF世界冠軍。

### 2004年
2004年，她首度获得澳网女單冠军（決賽同樣擊敗克莱斯特尔斯），並且在因病离开赛场数月之后，主动请缨，参加雅典奥运会，並为比利时夺得唯一一枚金牌，她在決賽擊敗法國名將而奪標。

### 2005年
2005年，她再次获得法网女單冠军。

### 2006年
2006年，她是自1997年以來，首位球員在同一年度進入了全部四大滿貫的女子單打決賽。
- 在澳网決赛，海宁在比賽中途因身體不適退出，使毛瑞斯莫首次摘得大满贯冠军头衔。
- 在法網決赛中，她擊敗了2004年美網冠軍古絲妮蘇娃，第三度獲得冠軍。致使她近四年（2003、2007年）內每年都收獲至少一個大滿貫錦標。
- 在溫網中，她雖在晉級路上一盤未失殺入冠軍戰，卻在決赛時先贏得首盤後連失二盤，又再次敗給宿敵毛瑞斯莫，使她未能實現生涯大滿貫。
- 在美網決賽中，她以兩盤4-6直落被2004年溫布頓冠軍 莎拉波娃擊敗，獲得亞軍。
- 在WTA年終賽四強中，她擊敗了莎拉波娃，鎖定了年终世界排名第一的位置，她在決賽又以6-4, 6-3擊敗了宿敵毛瑞斯莫，首次獲得冠軍。
- 她繼2003年後，再度獲得ITF世界冠軍。

### 2007年
2007年1月，因宣佈和丈夫離婚，缺席了澳网比賽，復出後的她接連在和多哈2站比賽奪標。
- 在邁阿密一級賽決賽則敗於澳网女單冠軍美國的塞雷娜·威廉姆斯。不過在法網報了一敗之仇。
- 在法網決赛中，她以直落兩盤6-1, 6-2擊敗了塞爾維亞新秀，第四次奪標。
- 在美網比賽，她接連擊敗大熱門──東道主兼前冠軍姊妹花塞雷娜·威廉姆斯（今年澳網女單冠軍）和维纳斯·威廉姆斯（今年温布尔登女單冠軍）；而在決赛中，她以直落兩盤6-1, 6-3擊敗了老對手兼2004年冠軍库兹涅佐娃，再奪女單冠軍。亦是繼2003年後，成為法網-美網雙冠后。
- 海宁在最後一項賽事：西班牙馬德里舉行的WTA年終賽，以第一種子的身分擊敗莎拉波娃，成功的衛冕了年終賽冠軍，總計今年獲得十個冠軍，繼1997年（當年奪得12項冠軍）以來第二位獲得單季冠軍達兩位數的選手，也創造了溫布頓錦標賽後無敗的紀錄，並創下25連勝的紀錄，平了1990年德國傳奇球員葛拉芙當年創下的紀錄，獎金方面也破了同胞選手克萊斯特絲的單季獎金紀錄（$5,367,086），生涯累積獎金也來到了$18,940,405排行第五，世界第一的位置依舊無人可撼動。

### 2008年
2008年1月以第一種子的身分參加雪梨國際賽，準決賽中擊敗塞爾維亞的更進一步在決賽中擊敗二號種子S. Kuznetsova而奪得今年第一個冠軍，不過在了澳网中在八強賽中止步，輸給後來奪冠的第五種子莎拉波娃。
2月，贏得生涯的第41個冠軍，於家鄉比利時的安特衛普，並且因去年勇奪十項冠軍（包括法國公開賽和美國公開賽等兩座大滿貫冠軍）而獲得勞倫斯運動獎中的年度最佳女運動家的獎項。
2008年5月14日宣布退休，是WTA史上第一位現役第一退休的球員。

### 2009年
已退役15個月的海宁，在2009年9月22日，宣佈在隔年2010年的澳網全面復出。

### 2010年

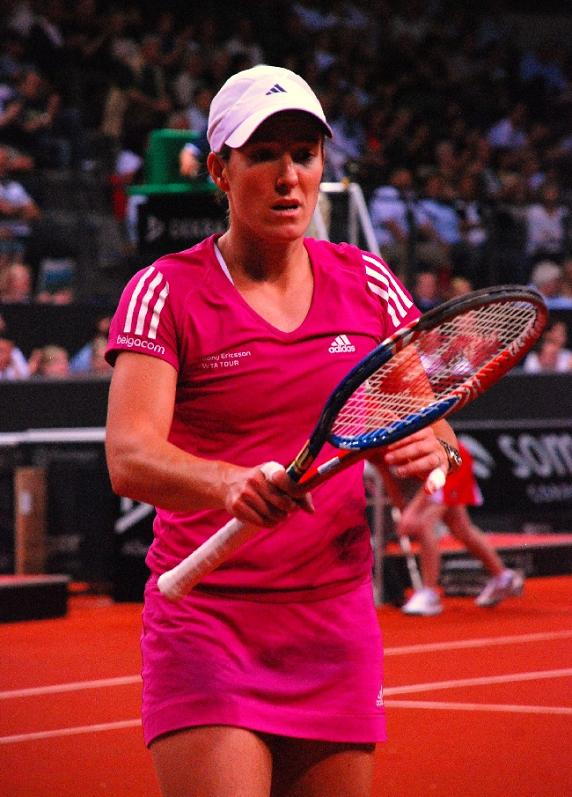
2010年的海寧

在澳網前的布里斯本公開賽，海寧復出後首次以外卡身份參賽，一路順路晉級決賽，再次與同胞兼好友去年奪下美網冠軍的克莱斯特尔斯交手，在第三盤搶七中曾握有二個賽末點，但最後以6-3, 4-6, 7-6敗於克莱斯特尔斯。
她宣佈退出雪梨國際賽，以備戰澳網。
澳網，海寧復出後第二次以外卡身份參賽，接連打敗彼得罗娃與德门蒂耶娃等好手，順利闖進決賽，但三盤還是不敵頭號種子也是衛冕冠軍的小威。
澳網後的法國巴黎銀行公開賽，海寧復出後第三次以外卡身份參賽，第三輪敗給阿根廷球員杜高。
新力愛立信公開賽，海寧復出後第四次以外卡身份參賽，在第二輪再度擊敗德门蒂耶娃，前四輪皆以直落盤數獲勝順利闖進八強，四強再次敗給克莱斯特尔斯。
史圖加特室內賽，奪得自2008年退役以來睽違二年的單打冠軍，同時是WTA第42座單打冠軍。
法網，第四輪先下一盤後，但卻連失二盤敗給後來闖進決賽的澳洲女將斯托瑟。
荷蘭斯海尔托亨博斯，在決賽中只失一盤而奪得WTA第43座單打冠軍。
溫網，第四輪，在賽事中手肘受傷，先下一盤後，連失二盤再次敗給克莱斯特尔斯。

### 2011年
澳網第三輪輸給了库兹涅佐娃五天後，突然於個人官網上再次宣布退役，震驚網壇。海寧說澳網期間手肘承受的傷害太過劇烈，與醫生討論過後認為無法再繼續征戰職業網壇，只好無奈退休。

## 技术分析
海宁虽然身材不高，但是发球相比于其身高来说相当出色，其一发时速甚至可以超过190公里，但其身高仍造成她發球不夠準的影響。海宁的底线击球以攻击性上旋著称，配以落点的出其不意，给对手带来很大威胁。正手击球力量大，旋转足，落点刁钻，是其最有力的得分手段。而海宁的单手反拍则在网坛独树一帜，攻击时可打出大角度的回球，防守时的切削则有利于其迅速回位。海宁的网前技术异常出色，在比赛中经常来到网前，并且得分率很高，因此在各場地上皆能得心應手。因為善於擊出上旋球，海寧在紅土賽上勝率最為出色，也因而奪下法網三連冠。

## 大满贯

### 女單冠軍（7）
| 年份 | 比賽 | 場地 | 決賽對手     | 對手國籍 | 勝方比分      |
| ---- | ---- | ---- | ------------ | -------- | ------------- |
| 2003 | 法網 | 红土 | 克里斯特尔斯 | 比利時   | 6-0, 6-4      |
| 2003 | 美網 | 硬地 | 克里斯特尔斯 | 比利時   | 7-5, 6-1      |
| 2004 | 澳網 | 硬地 | 克里斯特尔斯 | 比利時   | 6-3, 4-6, 6-3 |
| 2005 | 法網 |      |              | 法國     | 6-1, 6-1      |
| 2006 | 法網 | 红土 | 古絲妮蘇娃   | 俄羅斯   | 6-4, 6-4      |
| 2007 | 法網 | 红土 | 伊雲奴域絲   | 塞爾維亞 | 6-1, 6-2      |
| 2007 | 美網 | 硬地 | 古絲妮蘇娃   | 俄羅斯   | 6-1, 6-3      |

### 女單亞軍（5）
| 年份 | 比賽   | 場地 | 決賽對手 | 對手國籍 | 勝方比分                     |
| ---- | ------ | ---- | -------- | -------- | ---------------------------- |
| 2001 | 溫布頓 | 草地 |          | 美國     | 6-1, 3-6, 6-0                |
| 2006 | 澳網   | 硬地 | 毛瑞斯莫 | 法國     | 6-1, 2-0（海宁中途因傷退出） |
| 2006 | 溫布頓 | 草地 | 毛瑞斯莫 | 法國     | 2-6, 6-3, 6-4                |
| 2006 | 美網   | 硬地 | 莎拉波娃 | 俄羅斯   | 6-4, 6-4                     |
| 2010 | 澳網   | 硬地 |          | 美國     | 6-4, 3-6, 6-2                |

## WTA年終賽

### 冠軍（2）
| 年份 | 舉行地點     | 場地     | 決賽對手 | 對手國籍 | 勝方比分      |
| ---- | ------------ | -------- | -------- | -------- | ------------- |
| 2006 | 西班牙馬德里 | 室內硬地 | 毛瑞斯莫 | 法國     | 6-4, 6-3      |
| 2007 | 西班牙馬德里 | 室內硬地 | 莎拉波娃 | 俄羅斯   | 5-7, 7-5, 6-3 |

## 奧運會

### 女單金牌（1）
| 年份 | 比賽       | 場地 | 決賽對手 | 對手國籍 | 勝方比分 |
| ---- | ---------- | ---- | -------- | -------- | -------- |
| 2004 | 雅典奧運會 | 硬地 | 毛瑞斯莫 | 法國     | 6-3, 6-3 |

## WTA巡迴賽

### 單打冠軍（43）
- 1999年 (1) - 安特衛普（Proximus Diamond Games）
- 2001年 (3) - 黃金海岸（Mondial澳洲女子硬地賽）、坎培拉、荷蘭斯海托亨博斯（奧迪納公開賽）
- 2002年 (2) - 柏林一級賽（德國公開賽）、奧地利林茨（Generali女子賽）
- 2003年 (8) - 杜拜Duty Free女子賽、查爾斯頓一級賽（家庭生活圈盃）、柏林一級賽（德國公開賽）、法網、聖迭戈一級賽（南加州公開賽）、多倫多一級賽（羅渣士盃）、美網、蘇黎世一級賽
- 2004年 (5) - 悉尼國際賽（Medibank International）、澳網、迪拜锦标赛、印第安泉一級賽（太平洋寿险杯）、雅典奥运会
- 2005年 (4) - 查爾斯頓一級賽（家庭生活圈盃）、華沙（J&S盃）、柏林一級賽（德國公開賽）、法網
- 2006年 (6) - 悉尼國際賽（Medibank International）、迪拜锦标赛、法網、英國依斯特本（國際女子公開賽）、紐黑文（百樂筆公開賽）、WTA年終賽
- 2007年 (10) - 迪拜锦标赛、多哈女子公開賽、華沙（J&S盃）、法網、依斯特本（國際女子公開賽）、多倫多一級賽（羅渣士盃）、美網、斯图加特室內賽（保時捷大奬賽）、蘇黎世一級賽、WTA年終賽
- 2008年 (2) - 悉尼國際賽（Medibank International）、安特衛普（Proximus Diamond Games）
- 2010年 (2) - 斯图加特室內賽（保時捷大奬賽）、斯海尔托亨博斯（奧迪納公開賽）

### 單打亞軍（18）
- 2001年 (3) - 温布尔登、夏威夷、德國菲爾德斯塔特（保時捷大奬賽）
- 2002年 (4) - 黃金海岸（Mondial澳洲女子硬地賽）、安特衛普（Proximus Diamond Games）、美國埃米莉島（博士倫錦標賽）、羅馬一級賽（意大利電訊盃）
- 2003年 (3) - 斯海托亨博斯（奧迪納公開賽）、萊比錫（Sparkassen Cup）、菲爾德斯塔特（保時捷大奬賽）
- 2005年 (1) - 多倫多一級賽（羅傑斯盃）
- 2006年 (4) - 澳網、溫布頓、柏林一級賽（德國公開賽）、美網
- 2007年 (1) - 邁阿密一級賽（新力愛立信公開賽）
- 2010年 (2) - 布里斯班國際賽、澳網

### 團體

#### 聯邦盃
除了職業賽事成就不俗外，海宁在2000年代曾多次代表比利時參加联合会杯，奪得1次冠軍。 
- 2001年決賽勝俄羅斯2：1
- 按：協會盃是一年一度女子網球的世界團體錦標賽，是國際網球比賽中最高水平的團體賽。

## 外部連結
- 官方网站（英文）（法文）（荷兰文）
- 贾斯汀·海宁的国际女子网球协会官方資料（英文）
- 贾斯汀·海宁的國際網球總會 職業／青少年 官方資料（英文）
- Fed Cup - Player profile - Justine HENIN (BEL) （页面存档备份，存于）

| 獎項              | 獎項                 | 獎項            |
| ----------------- | -------------------- | --------------- |
| 前任： 德门蒂耶娃 | WTA最佳進步獎 2001年 | 繼任： 漢圖霍娃 |